# Rosana Perán Bazán
Rosana Perán Bazán (Elche, 1975) es una empresaria española del sector del calzado que forma parte de la dirección del Grupo Pikolinos. 

## Biografía
Hija de Rosario Bazán y Juan Perán, empresarios ilicitanos del calzado.Se licenció en Administración de Empresas, y completó su formación en varios países europeos, en los que trabajó en grandes empresas del sector del calzado y multinacionales del mundo de la auditoría, como Tempe, del Grupo Inditex, o en la auditora ABGL, hasta que se incorporó a Grupo Pikolinos, en 2001. Se formó y pasó por todos los departamentos del grupo. En 2016, accedió al cargo de vicepresidenta y vocal de la directiva. Es responsable de la auditoría interna de la empresa.
Fue la primera mujer ocupando el cargo de presidenta de los Industriales del Calzado en la Comunidad Valenciana. Así como presidenta del consejo empresarial provincial de Alicante del CEV hasta 2018.
Elegida presidenta de la asociación valenciana de empresarios del calzado entre los años 2010 y 2015.En 2020 entró a formar parte del Consejo Social de la Universidad Miguel Hernández, Elche. En 2022 fue elegida presidenta de la Federación de Industrias del Calzado Español.

## Premios y reconocimientos
- 2017 Premio a la mujer empresaria a su trayectoria profesional.[2]
- 2021 Premio "mujeres que cambian el mundo", de Caja Rural.[7]
- 2022 Premio Forinvest a la trayectoria empresarial.[2]